# 와시베쓰역
와시베쓰역(일본어: 鷲別駅)은 일본 홋카이도 노보리베쓰시에 위치한 홋카이도 여객철도 무로란 본선의 철도역이다. 역 번호는 H31이며, 상대식 승강장 2면 2선의 구조를 갖춘 지상역이다.

## 이용 현황
| 승차 인원 추이 | 승차 인원 추이 |
| 연도           | 1일 평균       |
| -------------- | -------------- |
| 2008           | 326            |
| 2009           | 332            |
| 2010           | 347            |
| 2011           | 348            |
| 2012           | 362            |

## 역 주변
- 국도 제36호선
- 노보리베쓰 시청 와시베쓰 지소
- 무로란 공업 대학
- 시립 무로란 간호 전문학원

## 역사
- 1901년 12월 1일 : 홋카이도 탄광 철도의 정류장(간이역)으로서 개업.
- 1903년 4월 21일 : 위치를 호로베쓰 부근으로 약 500m 이전하면서 정차장(일반역)이 됨.
- 1906년 10월 1일 : 홋카이도 탄광 철도의 철도 노선 국유화에 의해, 일본국유철도로 이관.
- 1940년대 전반 : 자유 통로 병설의 여객용 지하도를 개설.
- 1944년 12월 15일 : 화물 취급 폐지.
- 1946년 6월 10일 : 화물 취급 재개.
- 1959년 11월 15일 : 화물 취급 폐지.
- 1960년 2월 : 역사 개축.
- 1980년 5월 15일 : 소화물 취급 폐지.
- 1984년 4월 1일 : 업무위탁역이 됨.
- 1987년 4월 1일 : 일본국유철도 분할 민영화에 의해, 홋카이도 여객철도가 승계.
- 1996년 10월 6일 : 구 상행 승강장 · 역사를 폐지, 상행 승강장과 역사를 새롭게 하행 승강장 부근에 설치.
- 2007년 10월 1일 : 승강장의 길이를 5량 정도로 조정.
- 2011년 4월 1일 : JR 홋카이도의 업무 위탁역으로 유일하게 미도리노마도구치가 없는 역이 됨.

## 인접 역
| 홋카이도 여객철도 무로란 본선   | 홋카이도 여객철도 무로란 본선 | 홋카이도 여객철도 무로란 본선 |
| ------------------------------- | ----------------------------- | ----------------------------- |
| H 32 히가시무로란 오샤만베 방면 | ■ 무로란 본선                 | 호로베쓰 H 30 도마코마이 방면 |